# Афонченко, Николай Афанасьевич
Николай Афанасьевич Афонченко (19 декабря 1919, дер. Клиновое, Витебская губерния — 22 января 1996) — помощник командира разведывательного взвода 420-го стрелкового полка сержант — на момент представления к награждению орденом Славы 1-й степени.

## Биография
Родился 19 декабря 1919 года в деревне Клиновое (ныне — Невельского района Псковской области). Окончил 7 классов. Работал бригадиром в колхозе.
В 1939 году был призван в Красную Армию. На фронте в Великую Отечественную войну с июня 1941 года. Был пулемётчиком, разведчиком. Воевал на Карельском фронте. Член ВКП(б) с 1943 года.
13 июня 1944 года юго-западнее города Кандалакши Мурманской области в составе группы ефрейтор Афонченко в составе группы на левом берегу реки Средний Верман проделал проход в минном поле, обезвредил пятнадцать мин, чем способствовал выполнению боевой задачи. В том же месяце группа разведчиков во главе с Афонченко проникла в глубокий тыл врага, пустила под откос эшелон с живой силой и техникой, взяла двух пленных, которые дали ценные сведения.
Приказом от 28 июня 1944 года ефрейтор Афонченко Николай Афанасьевич награждён орденом Славы 3-й степени.
В начале июля 1944 года, действуя западнее города Кандалакша, Афонченко во главе разведывательной группы проделал 6 проходов в минных полях, проник в расположение врага и пленил 2 противников. В августе группа под его командованием уничтожила тринадцать фашистов, охранявших важный оборонительный рубеж.
Приказом от 4 августа 1944 года ефрейтор Афонченко Николай Афанасьевич награждён орденом Славы 2-й степени.
В декабре 1944 года 122-я стрелковая дивизия с остальными соединениями армии была выведена в резерв Ставки ВГК и затем передана на 3-й Украинский фронт.
5 февраля 1945 года сержант Афонченко, находясь в разведке южнее города Секешфехервар, установил расположение сил и огневых точек противника, уничтожил 4 фашистов. Через несколько дней разведчики проникли в тыл противника, уничтожили штаб дивизии, захватив в плен командира дивизии и штабные документы. 13 февраля в районе населённого пункта Чес подбил вражеский танк.
Указом Президиума Верховного Совета СССР от 28 апреля 1945 года за образцовое выполнение заданий командования в боях с захватчиками сержант Афонченко Николай Афанасьевич награждён орденом Славы 1-й степени. Стал полным кавалером ордена Славы.
В 1947 году старшина Афонченко был демобилизован.
Жил в посёлке Выгода Долинского района Ивано-Франковской области Украины. Работал на лесокомбинате. Скончался 22 января 1996 года.
Награждён орденом Отечественной войны 1-й степени, Славы 3-х степеней, медалями.